# Гейдрих, Рейнхард
Ре́йнхард Три́стан О́йген Ге́йдрих (нем. Reinhard Tristan Eugen Heydrich; 7 марта 1904[…], Галле, Германская империя — 4 июня 1942[…], Прага, протекторат Богемии и Моравии) — государственный и политический деятель нацистской Германии, начальник Главного управления имперской безопасности (1939—1942), заместитель (исполняющий обязанности) имперского протектора Богемии и Моравии (1941—1942). Обергруппенфюрер СС и генерал полиции (с 1941).
Один из организаторов «окончательного решения еврейского вопроса», координатор действий против внутренних врагов нацистской Германии. Умер от ран в результате покушения на его жизнь в ходе диверсионной операции «Антропоид» Национального комитета освобождения Чехословакии (Чехословацкого правительства в изгнании) и британской спецслужбы «Управление специальных операций». Непосредственными исполнителями покушения стали агенты ротмистр Йозеф Габчик и сержант Ян Кубиш.

## Биография

### Детство и юность
Мать Рейнхарда Гейдриха Элизабет, урождённая Кранц, происходила из обеспеченной семьи: её отец Ойген Кранц руководил королевской консерваторией в Дрездене. Отец Рейнхарда, Бруно Гейдрих, был оперным певцом и композитором. Оперы Бруно Гейдриха ставились в театрах Кёльна и Лейпцига. В 1899 году он основал в Галле музыкальную школу для детей среднего класса, однако так и не смог войти в городское высшее общество.
Бруно Гейдрих читал работы расового теоретика Хьюстона Чемберлена, посвящённые вопросам «борьбы рас», и воспитывал своего сына в духе национализма. Когда началась Первая мировая война, Рейнхарду было 10 лет. В конце войны он стал свидетелем демонстраций, забастовок и уличных столкновений в Галле.
В 1919 году школьником начал увлекаться политикой и вступил во фрайкор «Георг Людвиг Рудольф Меркер» — полувоенную националистическую организацию. Стал активно заниматься спортом, воспитывая в себе дух состязательности.
В 1918—1919 годах был членом Национальной ассоциации пангерманской молодёжи — «Немецкого национального союза молодёжи» в Галле. Эта организация показалась ему слишком умеренной, и в 1920 он вступил в «Немецкий народный союз обороны и наступления» (нем. Deutschvölkischer Schutz- und Trutzbund). В том же году, горя желанием более активно участвовать в бурлившей вокруг политической жизни, стал связным в дивизии «Люциус», входившей в добровольческие отряды в Галле, где он увлёкся идеями молодёжных военно-патриотических движений. В 1921 году создал новую организацию — «Немецкий народный молодёжный отряд».

### Служба на флоте
Экономический кризис, поразивший послевоенную Германию, поставил музыкальную школу отца Гейдриха на грань разорения. Карьера музыканта не сулила теперь никакого успеха, хотя Рейнхард Гейдрих хорошо играл на скрипке. Карьера химика, о которой он мечтал, также не обещала никаких перспектив.
30 марта 1922 года Гейдрих поступил в военно-морское училище в Киле. Военно-морской флот с его жёстким кодексом чести казался ему элитой нации. В 1926 году по окончании училища он получил звание лейтенанта морского флота, прошёл специальную подготовку на радиосвязиста и до 1928 года служил в должности технического офицера связи на линкоре «Шлезвиг-Гольштейн». 1 июля 1928 года он получил звание старшего лейтенанта и был переведён в адмиралтейство на Балтийской военно-морской базе в Киле. Его карьере начал способствовать будущий адмирал и руководитель абвера Вильгельм Канарис, в то время — старший офицер на крейсере «Берлин». Отношения семьи Канариса с Гейдрихом были весьма тесными — например, Гейдрих часто играл в струнном квартете с женой Канариса.
Отношения Гейдриха с сослуживцами не ладились. Ему, как и в своё время отцу, мешали слухи о его еврейских корнях. Во время службы на флоте Гейдрих стал ещё активнее заниматься спортом, в частности пятиборьем. За ним распространилась репутация волокиты.
В декабре 1930 года на одном из балов Гейдрих познакомился со своей будущей женой, сельской учительницей Линой фон Остен, на которой он женился в декабре следующего года. По романтичной версии, катаясь с приятелем на лодке, он увидел, как неподалёку перевернулась лодка с двумя девушками. Молодые люди героически пришли на помощь. Одной из спасённых и была Лина фон Остен.
Ранее у Гейдриха был роман с другой девушкой, личность которой до сих пор не установлена. Он порвал эту связь, послав по почте вырезанное из газеты объявление о помолвке с Линой. Отец девушки обратился к начальнику военно-морского командования адмиралу Эриху Редеру с просьбой повлиять на Гейдриха. Поведение молодого лейтенанта было рассмотрено на суде чести. Невыполненное брачное обещание не считалось тяжёлым проступком и могло бы остаться без серьёзного наказания. Однако высокомерным поведением и попытками свалить вину на девушку, которая ожидала от него ребёнка, Гейдрих восстановил суд против себя. В результате суд постановил, что он нарушил кодекс офицерской чести. В апреле 1931 года адмирал Редер отправил его в отставку за «недостойное поведение».

### Вступление в СС
1 июня 1931 года Рейнхард Гейдрих вступил в НСДАП, получив партбилет № 544 916, а 14 июля — в СС (билет № 10 120).
В это время Генрих Гиммлер приступил к упорядочиванию деятельности СС. Для лучшей координации действий СС, а также для слежки за политическими противниками и участия в силовых акциях потребовалась подготовленная служба разведки. Через своего друга Карла фон Эберштейна Гейдрих познакомился с Гиммлером и высказал ему свои предложения по созданию службы разведки СС; Гиммлеру они понравились и он поручил Гейдриху заняться созданием службы безопасности, получившей известность как СД. Основной задачей СД на первых порах стал сбор компрометирующих материалов на людей, занимающих видное положение в обществе, а также проведение информационных кампаний по дискредитации политических противников.
Вскоре Гейдрих стал важным человеком в партии, и его карьера стремительно пошла в гору. В декабре 1931 года он получил звание оберштурмбаннфюрера СС, а в июле 1932 года — штандартенфюрера СС. В это же время он сменил написание своего имени с Рейнхардт на Рейнхард.

### Политическая борьба 1933—1934

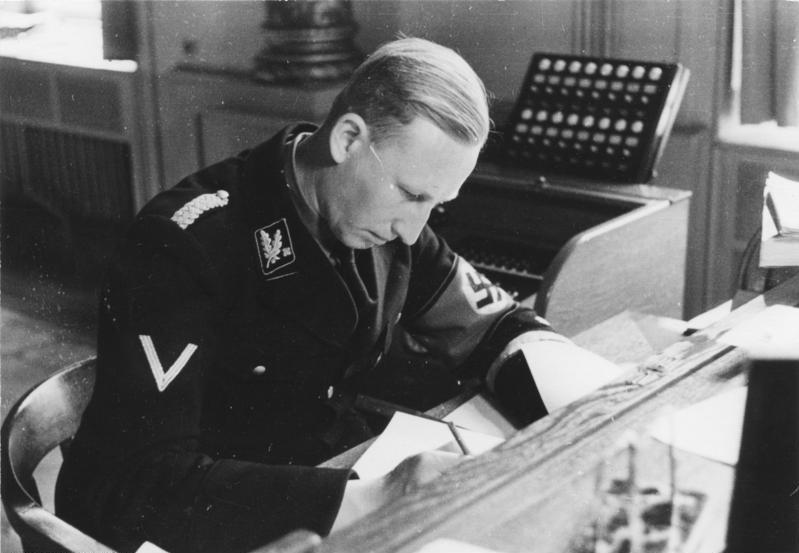
Рейнхард Гейдрих, 1934

С назначением Адольфа Гитлера на пост рейхсканцлера в 1933 году СА и СС приступили к расправе с оппозицией. Многие чиновники, занимавшие свои посты в Веймарской республике, были заменены национал-социалистами.
Между тем штурмовые отряды (СА) под руководством Эрнста Рёма вызывали у Гитлера всё большее беспокойство. Офицеры и рядовые СА, во многом обеспечившие приход национал-социалистов к власти, были недовольны тем, что СА, по их мнению, получили недостаточно полномочий. Ситуацию накаляло наличие внутри национал-социалистической партии двух крыльев — одно тяготело к национальной политике (Адольф Гитлер), а другое считало, что необходимо в первую очередь осуществлять социалистическую программу (Грегор Штрассер). В среде штурмовиков всё чаще раздавались голоса о необходимости второй, истинно социалистической революции. СД Гейдриха собирала компрометирующий материал на Рёма и его ближайших соратников. После того как во время так называемой «Ночи длинных ножей» верхушка СА была уничтожена силами СС, 30 июня 1934 года Гейдрих получил звание группенфюрера СС.
В ходе аппаратной борьбы двух силовых ведомств — СС и вермахта — СД Гейдриха принимала участие в отстранении от власти главнокомандующего сухопутными войсками генерал-полковника Вернера фон Фрича и министра обороны Вернера фон Бломберга. На обоих военных был собран компрометирующий материал. Молодая жена фон Бломберга в прошлом была проституткой, разразился скандал, и Гитлер отправил его в отставку. Фрич по подложному свидетельству был обвинён в гомосексуальной связи и тоже смещён со своего поста. Одновременно были смещены или понижены в должности ещё несколько десятков высших военных чинов.
Серьёзные трения существовали также между СД и военной разведкой — абвером, которой руководил бывший покровитель Гейдриха Вильгельм Канарис. На публике оба руководителя сохраняли дружелюбие и даже встречались каждое утро на прогулке. Однако за кулисами каждый пытался вывести другого из игры: по приказу Гейдриха проводились тайные обыски в служебных помещениях Канариса, а тот старательно искал доказательства еврейского происхождения Гейдриха.

### Во главе органов внутренней безопасности

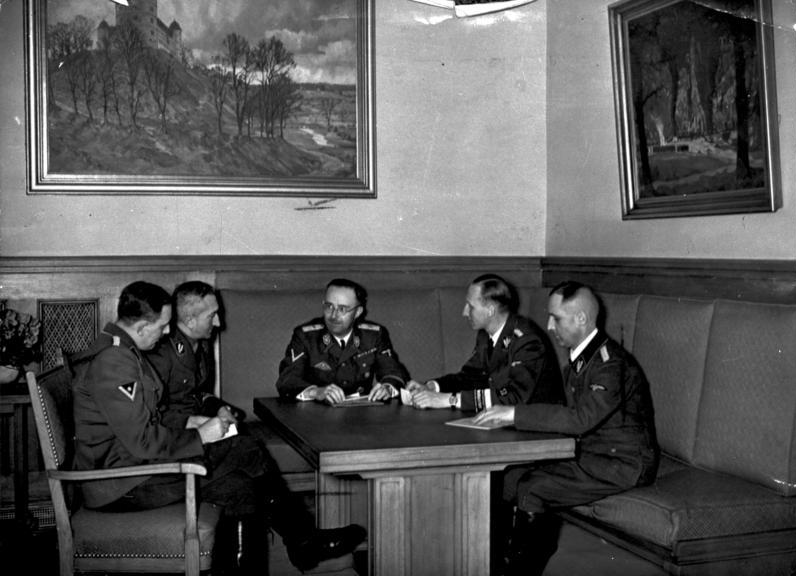
На совещании у Гиммлера (в центре) о ходе расследования покушения на Гитлера 8 ноября 1939 года. Гейдрих сидит справа от Гиммлера

В марте 1934 года была сформирована Служба безопасности рейхсфюрера СС (СД). В 1936 году Гиммлер стал начальником немецкой полиции, а Гейдрих был назначен начальником СД и начальником полиции безопасности Германии («зипо»), объединившей криминальную полицию («крипо») и тайную государственную полицию («гестапо»). Агенты полиции безопасности проводили слежку за евреями, коммунистами, либералами и религиозными меньшинствами. В штат СД входило около 3000 агентов, ещё до 100 000 человек были осведомителями по совместительству. После аншлюса Гейдрих вместе с Гиммлером организовал в Австрии террор против противников режима, а также создал недалеко от Линца концентрационный лагерь Маутхаузен.
Гейдрих принимал активное участие в подготовке присоединения к Германии Судетской области и Чехии. Ещё до оккупации этих территорий был составлен список подлежащих аресту лиц, в том числе немецких иммигрантов, чешских коммунистов и социал-демократов, евреев, священников и членов «Черного фронта». Для проведения арестов Гейдрих сформировал две айнзацгруппы. В конце лета 1938 года обе страны объявили о всеобщей мобилизации. Великобритания, Франция и Италия во время Мюнхенской конференции 1938 года согласились на аннексию Судет в обмен на гарантии конца экспансионистской политики Гитлера. Поэтому Гейдрих ограничил свою деятельность Судетами; было арестовано более 10 000 чехов и немцев, признанных «врагами рейха», из них около 7000 были отправлены в лагеря. В марте 1939 года Гейдрих сопровождал Гитлера, когда в Пражском Граде был повешен флаг со свастикой.
В 1939 году СД и зипо были переведены в подчинение только что созданному ведомству — Главному управлению имперской безопасности (РСХА). Во главе с Гейдрихом РСХА стало мощнейшей организацией сбора и анализа информации, а также подавления оппозиции.

### В начале Второй мировой войны
Гейдрих разрабатывал план инсценировки пограничного инцидента, получившего название Глайвицкая провокация. Целью провокации было показать, что нападение Германии на Польшу стало ответом на акты польской агрессии в отношении немецких жителей. В августе 1939 года переодетые в польскую униформу эсэсовцы напали на немецкий радиопередатчик в городе Глайвиц. Мировым СМИ были предъявлены трупы «поляков». На самом деле убитыми поляками были заключённые концлагеря Заксенхаузен. 1 сентября 1939 года немецкие войска напали на Польшу, и началась Вторая мировая война. В ходе оккупации Польши айнзатцгруппы СС, подчинённые Гейдриху, уничтожали польскую интеллигенцию, коммунистов и евреев.
В первые годы Второй мировой войны Гейдрих занимался не только организационной работой. В качестве офицера запаса ВВС принимал участие в боевых вылетах немецкой авиации (вначале как стрелок-радист на бомбардировщике, затем как пилот штурмовика) в ходе кампаний против Польши, Норвегии, Нидерландов и СССР. Это отвечало представлениям Гейдриха об идеальном офицере СС, который не только сидит за рабочим столом, но и участвует в боевых действиях. Летом 1941 года он нарушил приказ Гиммлера, запрещавший ему боевые вылеты, и 22 июля его самолёт был сбит восточнее реки Березины, а его самого спас вовремя подоспевший немецкий патруль.

### Участие в «окончательном решении еврейского вопроса»

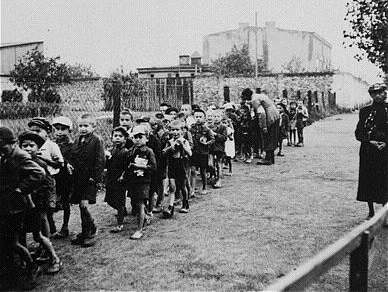
Депортация детей из Лодзинского гетто в лагерь смерти. 1942

Гейдрих был одним из главных архитекторов Холокоста и организаторов геноцида евреев в Германии и оккупированных странах.
Согласно идеологии нацистов, евреи представляли собой ведущую силу мирового коммунистического движения и служили воплощением образа врага рейха. Наряду с чернокожими, цыганами, восточными славянами и прочими неарийскими народами они были объявлены «недочеловеками» (нем. Untermenschen).

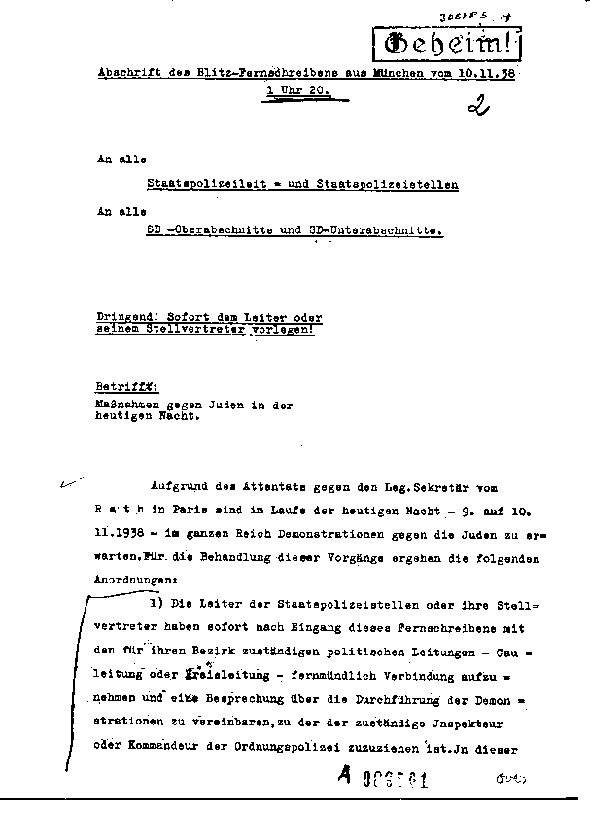
Первая страница подписанной Гейдрихом телеграммы-молнии относительно мер против евреев от 10 ноября 1938

Ещё до войны Гейдрих собирал информацию о еврейских организациях, а СД вела за ними тщательную слежку. 7 ноября 1938 года в Париже польский еврей Гершель Гриншпан совершил покушение на немецкого дипломата Эрнста фом Рата, скончавшегося 9 ноября. В ответ на смерть фом Рата той же ночью в разных городах Германии прошли массовые погромы, получившие известность под названием «Хрустальная ночь». Гейдрих был главным координатором этих акций и лично отдавал по телетайпу приказы региональным подразделениям полиции и СС. На совещании у Геринга сразу после «Хрустальной ночи» Гейдрих внёс предложения, основным мотивом которых было усиление дискриминационных мер в отношении евреев, вынуждавших их к эмиграции. Гейдрих также предложил по аналогии с «Центральным бюро по еврейской эмиграции» (нем. Zentralstelle für jüdische Auswanderung) в Вене, которым руководил его подчинённый Адольф Эйхман, создать в Берлине «Имперское центральное бюро по еврейской эмиграции» (Reichszentrale für jüdische Auswanderung). Все эти меры были реализованы в течение нескольких месяцев.
После оккупации Польши Гейдрих приказал создать гетто, специальные районы компактного поселения в крупных городах, куда переселялись евреи из сельской местности, а также из самой Германии, а также сформировать из местного населения занимающиеся делами евреев «еврейские советы» (нем. Judenräte). Таким образом, Гейдриху удалось заставить самих евреев участвовать в политике собственного уничтожения. В декабре 1939 года Гейдрих назначил Эйхмана начальником специального подразделения РСХА по делам евреев и затем с его помощью провёл массовые депортации евреев из Германии и Австрии в польские гетто. Однако отправка евреев в гетто была для Гейдриха лишь этапом, промежуточной станцией на пути к окончательной цели — полному уничтожению еврейского населения Европы.

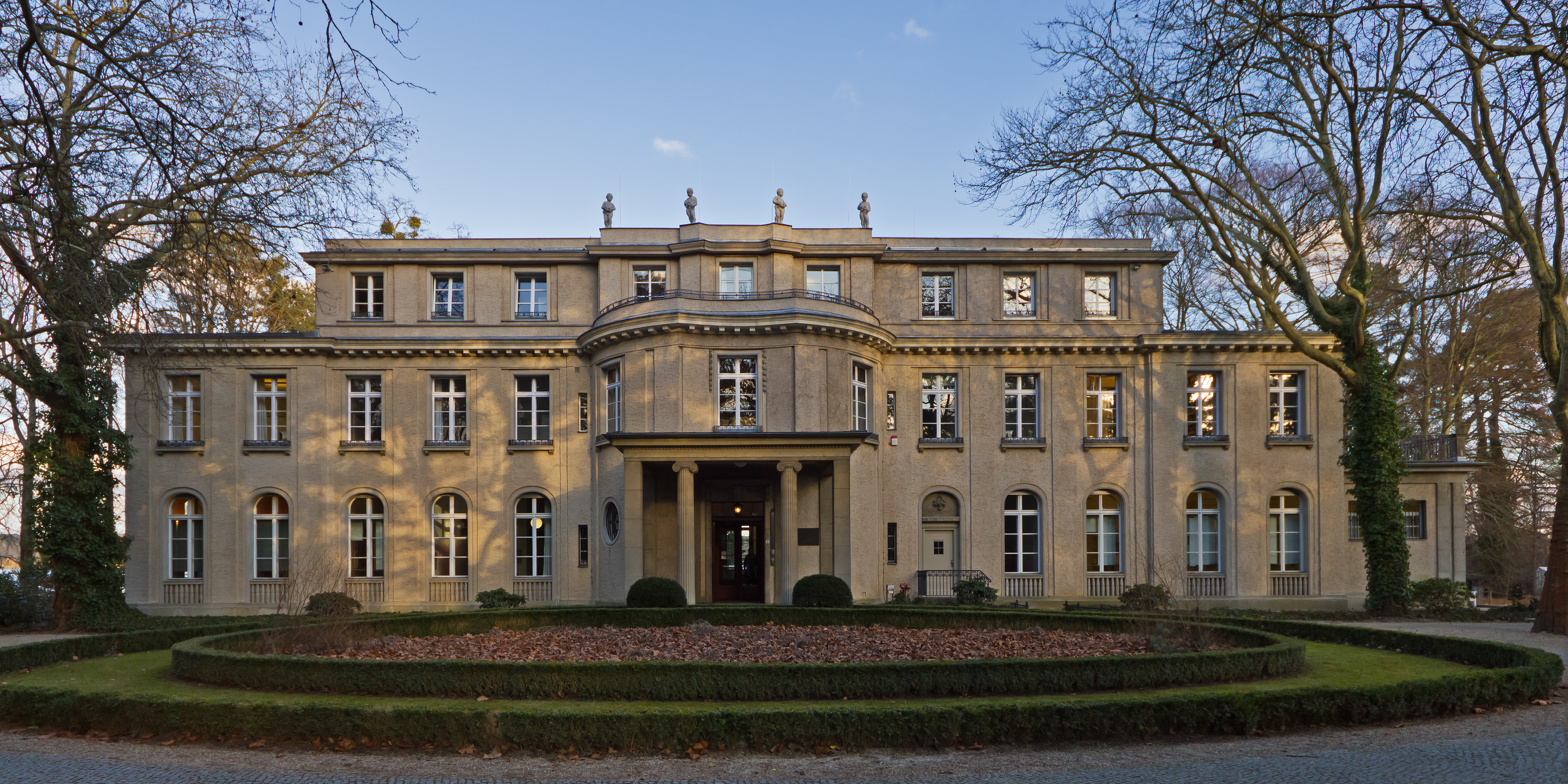
Вилла в Ванзе, на которой было принято «окончательное решение еврейского вопроса», ныне музей Холокоста

В ходе оккупации стран Восточной Европы и значительной территории Советского Союза в руках немецкой администрации оказалось огромное количество евреев, которые с точки зрения нацистов являлись расово неполноценным народом, подлежащим уничтожению. В то же время специальные расстрельные команды, созданные для проведения политики террора и национального истребления, уже не справлялись с задачами уничтожения такого огромного количества людей. Ещё в декабре 1940 года Гитлер через Гиммлера и Геринга поручил Гейдриху выработать план «окончательного решения» (нем. Endlösung) еврейского вопроса. Составленный Гейдрихом план не сохранился, однако из сохранившихся документов известно, что он был направлен Гитлеру в конце января 1941 года.
Летом 1941 года Гитлер довёл до высшего руководства Рейха приказ о «Всеобщем решении еврейского вопроса» (нем. Gesamtlösung der Judenfrage). Текст приказа не сохранился, однако о существовании такого документа известно из показаний на Нюрнбергском процессе. 31 июля 1941 года Геринг направил Гейдриху директиву о проведении подготовительных мероприятий на территориях, находившихся под контролем Германии. Для реализации этого замысла Гейдриху была необходима координация работы огромного количества министерств и ведомств. 20 января 1942 года в пригороде Берлина на озере Гросер-Ванзе была собрана так называемая Ванзейская конференция, целью которой стала выработка плана по уничтожению евреев в масштабах Европы.
В рамках своего проекта Гейдрих предлагал отправить евреев на принудительные работы на Восток, где большая их часть должна была погибнуть от изнурительного труда. Выжившие должны были подвергнуться «специальному обращению» (нем. Sonderbehandlung), то есть физически уничтожены. Всего по подсчётам ликвидации подлежали одиннадцать миллионов евреев.
Таким образом, именно Гейдрих сформулировал основы «окончательного решения еврейского вопроса» (нем. Endlösung der Judenfrage). До сих пор остаётся неясным, было ли название операции по уничтожению польских евреев «Операция Райнхардт» (нем. Aktion Reinhardt) производной от имени Гейдриха или от фамилии статс-секретаря Фрица Райнхардта. Бо́льшая часть решений Ванзейской конференции стала осуществляться уже после гибели Гейдриха.

### Имперский протектор Богемии и Моравии

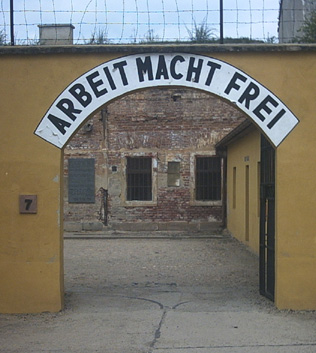
Ворота концентрационного лагеря Терезиенштадт с надписью «Труд делает свободным» (Arbeit macht frei)

После того как в 1939 году германские войска оккупировали часть Чехословакии, для регионов Богемия и Моравия, перешедших под немецкий протекторат, была создана должность имперского протектора, занявшего резиденцию в пражском районе Градчаны. Вначале на эту должность был назначен бывший германский министр иностранных дел Константин фон Нейрат. Его пребывание в должности сопровождалось соперничеством между лояльными протектору органами, спецслужбами и партийными структурами, вызванным пересекающейся компетенцией разных ветвей власти. Спецслужбы при участии Гейдриха подготовили Гитлеру доклад с критикой Нейрата за недостаточную жёсткость при подавлении чешского Сопротивления.

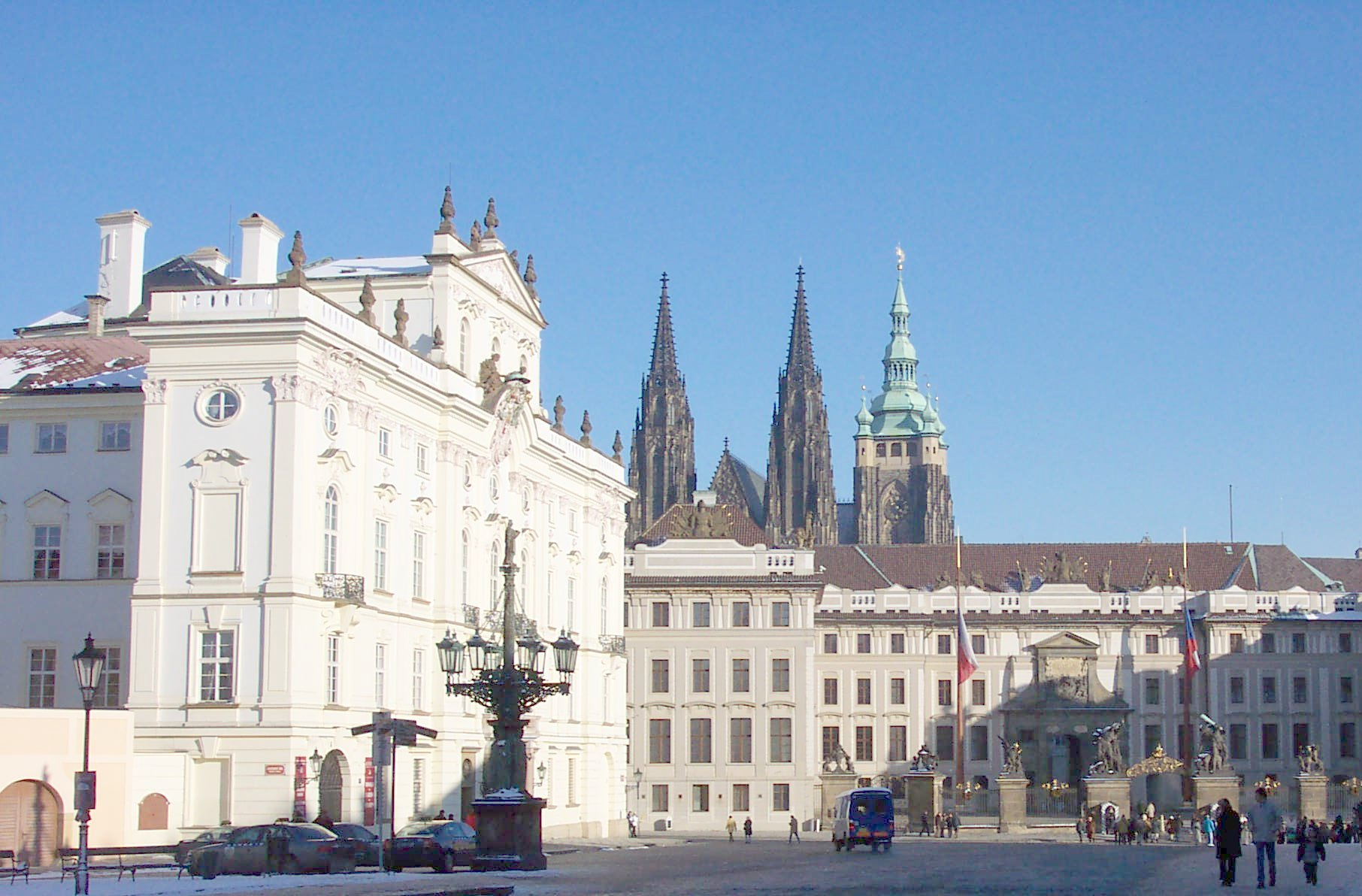
Градчанская площадь в Праге

В конце сентября 1941 года Гитлер вызвал к себе Нейрата и сообщил, что решил назначить Гейдриха его заместителем. На это Нейрат заявил о своей отставке. Тогда Гитлер отправил его в «бессрочный отпуск» и назначил Гейдриха «исполняющим обязанности рейхспротектора Богемии и Моравии» (нем. «Stellvertretender Reichsprotektor von Böhmen und Mähren»). Таким образом, он стал фактическим имперским протектором (фон Нейрат к исполнению своих обязанностей так и не вернулся), сохранив за собой должность начальника Главного управления РСХА.
27 сентября 1941 года Гейдрих занял резиденцию в Градчанах. Свою загородную резиденцию он устроил в так называемом «Нижнем дворце» в местечке Паненске-Бржежани в 15 км к северу от Праги, конфискованном у сахаропромышленника еврейского происхождения Фердинанда Блох-Бауэра, и перевёз туда свою семью.
Через неделю после назначения Гейдрих инициировал процесс против чешского премьер-министра Алоиса Элиаша, подозревавшегося в связях с Сопротивлением. Процесс под председательством Отто Тирака длился четыре часа, Элиашу был вынесен смертный приговор (который был приведён в исполнение уже после гибели Гейдриха). Одним из первых действий Гейдриха стало распоряжение о закрытии всех синагог на территории протектората, а в ноябре 1941 года по его приказу был создан концентрационный лагерь Терезиенштадт для содержания чешских евреев перед отправкой в лагеря смерти. Одновременно Гейдрих начал проводить меры по умиротворению населения, реорганизовав систему социального обеспечения, повысив зарплаты и нормы питания для рабочих.

### Смерть

#### Убийство

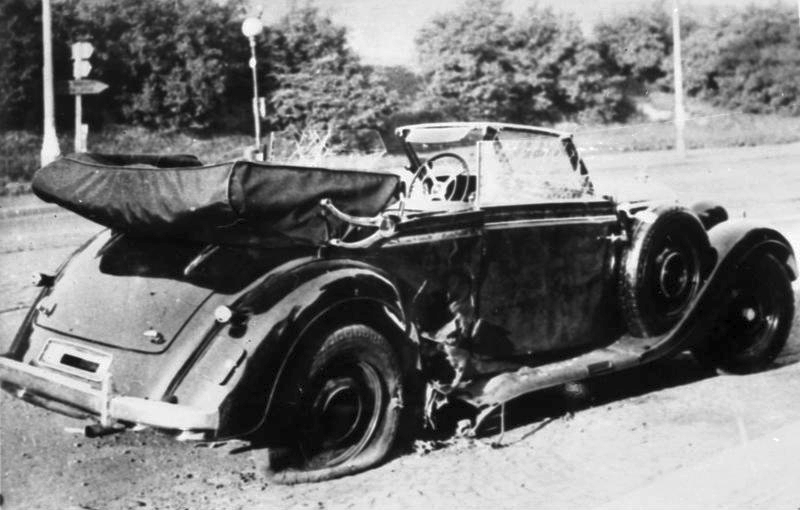
«Мерседес-Бенц» Гейдриха, в котором он был тяжело ранен. Прага, место покушения, 27 мая 1942 года

Убийство Гейдриха было спланировано чехословацким «правительством в изгнании» Эдварда Бенеша при участии британского Управления специальных операций и нацелено на поднятие престижа Сопротивления. При этом карательные акции немцев были неизбежны, но предполагалось, что они, в свою очередь, лишь усилят сопротивление населения оккупантам. Непосредственными исполнителями операции, получившей название «Антропоид», стали подготовленные англичанами агенты Йозеф Габчик и Ян Кубиш.
Операция состоялась утром 27 мая 1942 года в пражском пригороде Либень на пути из загородной резиденции Гейдриха Юнгферн Брешан к центру Праги. Когда Гейдрих в автомобиле с открытым верхом (он предпочитал ездить только с водителем, без охраны) в 10:32 проезжал поворот, Габчик выхватил пистолет-пулемёт STEN и попытался расстрелять Гейдриха в упор, но оружие заклинило. Гейдрих приказал водителю остановить машину и вытащил свой табельный пистолет. В этот момент Кубиш бросил гранату, но промахнулся, так что граната взорвалась за правым задним колесом машины. Гейдрих, получивший перелом ребра и осколочное ранение селезёнки (в неё попали металлический фрагмент, клочья формы Гейдриха и кусок обивки сиденья автомобиля), вышел из машины, но вскоре упал рядом. Его доставили в госпиталь Буловка в грузовике, который остановил случайно оказавшийся на месте покушения чешский полицейский.

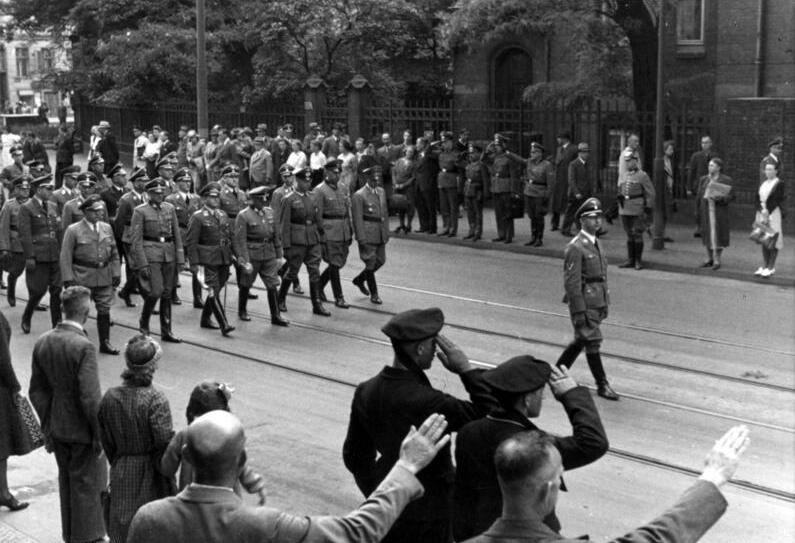
Похороны Гейдриха в Берлине. 9 июня 1942 г.

Около полудня Гейдрих был прооперирован. Хирург удалил повреждённую селезёнку. 27 мая в госпиталь прибыл личный врач Гиммлера Карл Гебхардт. Он прописал больному большие дозы морфина. Утром 3 июня появилась информация об улучшении состояния Гейдриха, но уже около полудня он впал в кому и умер на следующий день. Причиной смерти была указана «септическая органная недостаточность». В 1970 и 1972 годах причиной смерти был назван «анемический шок». Окончательный диагноз не поставлен до сих пор.
Сразу же после смерти Гейдриха в адрес Гиммлера пришло множество телеграмм-соболезнований, как от руководящих чинов рейха и военачальников с советско-германского фронта, так и от представителей стран-сателлитов (в том числе, итальянских и болгарских полицейских). После двухдневного прощания с телом в Праге гроб был доставлен в Берлин. 9 июня 1942 года состоялись похороны. В церемонии участвовала вся верхушка рейха. Прощальную речь держал сам Адольф Гитлер, назвав Гейдриха «человеком с железным сердцем». Гиммлер позже назвал Гейдриха «сияющим великим человеком» и подчеркнул, что тот «внёс преисполненный жертвенности вклад в борьбу за свободу» немецкого народа, «глубиной своего сердца и своей крови почувствовал мировоззрение Адольфа Гитлера, понял его и осуществил». Лондонская газета «Таймс» язвительно заметила, что одному из опаснейших людей нацистской Германии устроили «похороны гангстера». Гитлер посмертно наградил Гейдриха «Германским орденом», редкой наградой для высших партийных чинов (большинство были награждены этим орденом посмертно). Обществом Аненербе в память о Гейдрихе был выпущен траурный буклет.

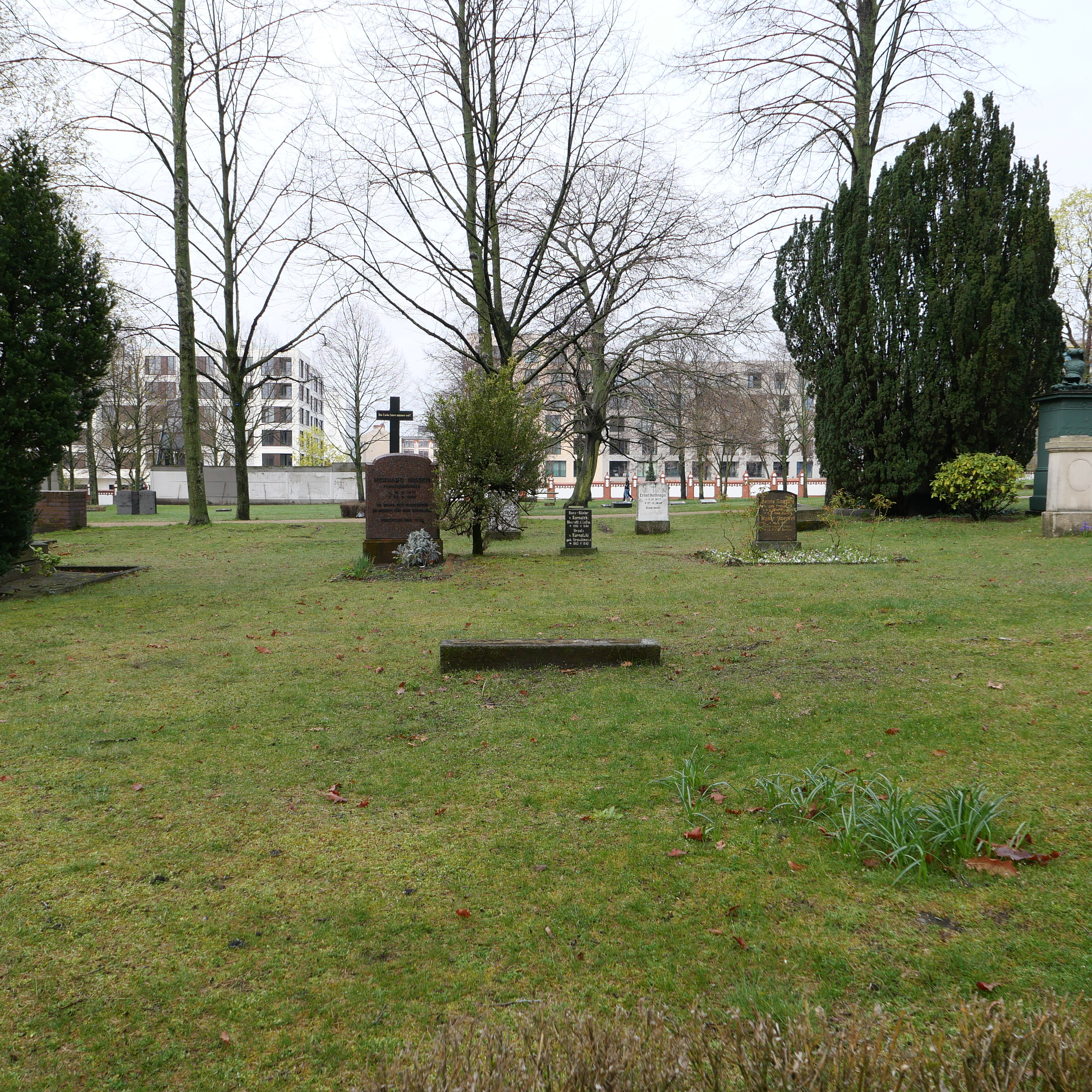
Безымянная могила Гейдриха на Инвалиденфридхоф в Берлине

После смерти Гейдриха руководство РСХА вначале принял на себя лично Гиммлер, однако 30 января 1943 года передал его Эрнсту Кальтенбруннеру. На пост имперского протектора Богемии и Моравии был назначен оберстгруппенфюрер СС, генерал-полковник полиции Курт Далюге.
Могила Гейдриха расположена на берлинском кладбище Инвалиденфридхоф, примерно в центре зоны «А». После окончания войны надгробие было уничтожено, чтобы могила не стала местом поклонения неонацистов, и сейчас точное место захоронения неизвестно.
В первую годовщину смерти Гейдриха на месте покушения был установлен его бюст, уничтоженный после освобождения Праги. 27 мая 2009 года в Праге на месте покушения был открыт памятник героям Сопротивления, убившим Гейдриха.

#### Операция возмездия

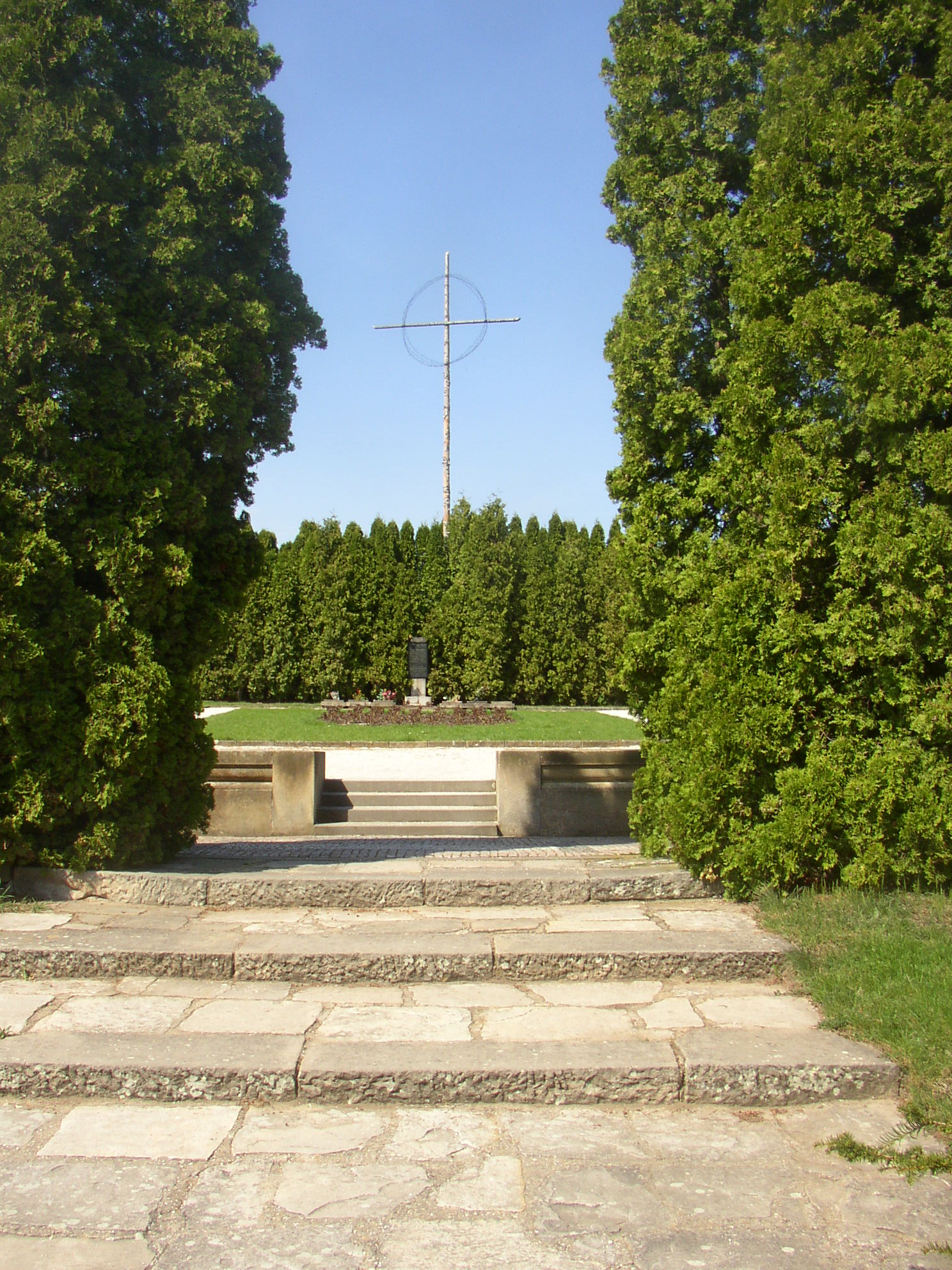
Братская могила в Лидице

В день смерти Гейдриха нацисты начали кампанию массового террора против чешского населения. Было объявлено, что всякий, кому известно о местонахождении убийц протектора и кто не выдаст их, будет расстрелян вместе со всей семьёй. В Праге производились массовые обыски, в ходе которых были выявлены укрываемые в домах и квартирах участники Сопротивления, евреи, коммунисты и другие преследуемые категории граждан. Был расстрелян 1331 чех, в том числе 201 женщина.
9 июня 1942 года, в день похорон Гейдриха, в качестве возмездия была уничтожена деревня Лидице. Все мужчины старше 16 лет (172 человека) были расстреляны на месте, 195 женщин были отправлены в концентрационный лагерь Равенсбрюк, дети доставлены в Центральное бюро по делам переселенцев города Лицманштадт (нем. Umwandererzentralstelle Litzmannstadt) и впоследствии распределены по немецким семьям, следы большинства из них были потеряны.
Место, в котором скрывались британские агенты (крипта кафедрального собора святых Кирилла и Мефодия Чешской Православной Церкви в Праге), стало известно гестапо в результате предательства участника Сопротивления, парашютиста Карела Чурды. 18 июня состоялся штурм церкви, в ходе которого все агенты погибли или покончили с собой. Позднее были расстреляны священники кафедрального собора, епископ Пражский Горазд и другие клирики Чешской православной церкви, а сама Чешская православная церковь запрещена.

## Личность Гейдриха

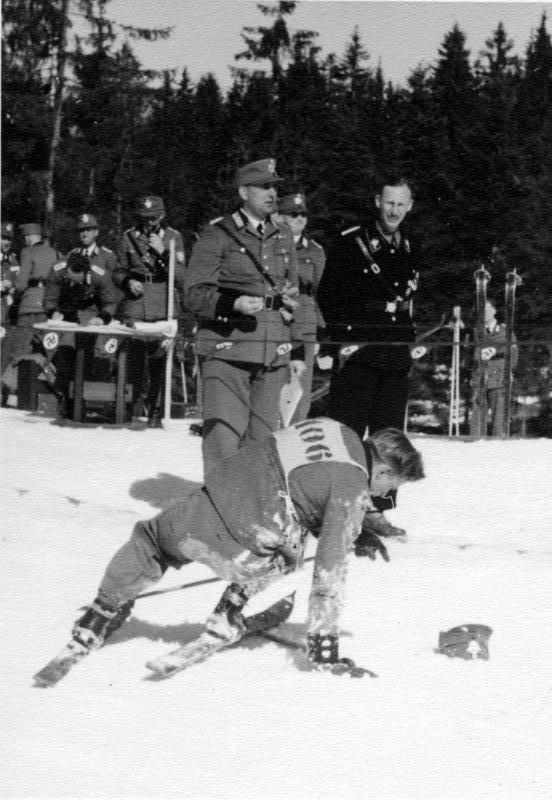
Гейдрих в чёрной форме на горнолыжном курорте в Кицбюэле. 1939

Внешность Гейдриха соответствовала арийским канонам: высокий стройный голубоглазый блондин с нордическими чертами лица. При этом у него был высокий, почти скрипучий голос, за что товарищи прозвали его «козой». Вероятно, поэтому сохранилось мало записей его речей.
Для своего начальника Гиммлера он стал хорошим помощником (руководящие должности в СД Гейдрих занимал с 29 лет, РСХА возглавил в 35 лет). Например, проделал почти всю работу по интеграции политической полиции в партийный аппарат. Герману Герингу приписывается афоризм «Мозг Гиммлера зовётся Гейдрихом» (нем. HHHH, Himmlers Hirn heißt Heydrich).
В своих воспоминаниях Вальтер Шелленберг, начальник внешней разведки, так описал коллегу Гейдриха:
Внешность его впечатляла: он был высокого роста, с широким, необычайно высоким лбом, маленькими беспокойными глазами, в которых таилась звериная хитрость и сверхъестественная сила, нос длинный, хищный, рот широкий, губы мясистые; руки тонкие и, пожалуй, слишком длинные — они заставляли вспомнить паучьи лапы. Его великолепную фигуру портили лишь широкие бёдра, и эта неприятная в мужчинах женоподобность делала его ещё более зловещим. Голос его был слишком высок для человека столь внушительных размеров. Речь была нервной и прерывистой, но, хотя он почти никогда не заканчивал предложений, всё же ему удавалось выразить свою мысль вполне отчётливо.
…Гейдрих был превосходным скрипачом…
Этот человек был невидимым стержнем, вокруг которого вращался нацистский режим. Развитие целой нации косвенно направлялось им. Он намного превосходил своих коллег-политиков и контролировал их, так же как он контролировал огромную разведывательную машину СД.

Гейдрих обладал невероятно острым восприятием моральных, человеческих, профессиональных и политических слабостей людей, а также отличался способностью схватывать политическую ситуацию в целом. Его необычайно развитый ум дополнялся не менее развитыми недремлющими инстинктами хищного животного, всегда ожидающего опасности, всегда готового действовать быстро и беспощадно.

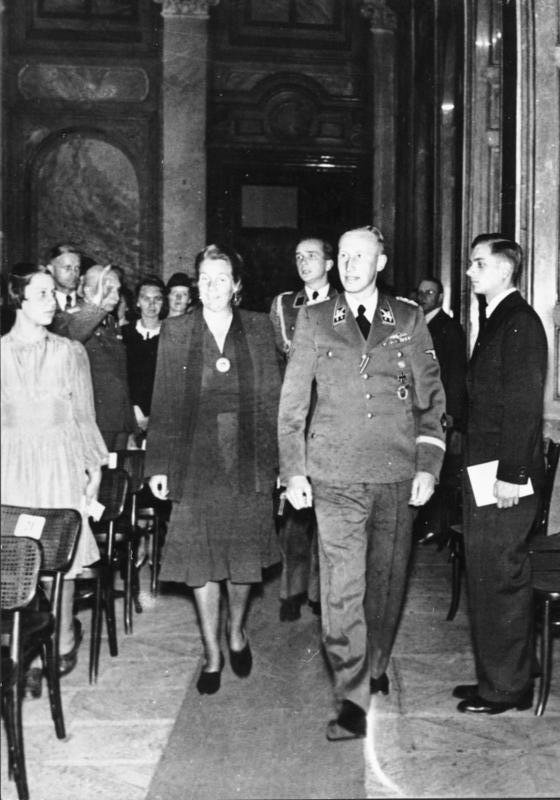
Гейдрих и Лина фон Остен. Прага, 1942

С юности Гейдриха сопровождали слухи о еврейском происхождении, которые использовались его политическими врагами. Дело в том, что отец Гейдриха, Бруно Гейдрих, фигурировал в «Музыкальной энциклопедии Римана» за 1916 год как «Бруно Гейдрих, настоящая фамилия Зюсс». В 1932 году один из лидеров НСДАП Грегор Штрассер приказал партийному генеалогу Ахиму Герке расследовать информацию о возможной примеси еврейской крови у Гейдриха. Герке пришёл к выводу, что информация в «Музыкальной энциклопедии Римана» ошибочна, а фамилию Зюсс носил второй муж бабушки Гейдриха (Бруно Гейдрих родился от первого брака). После войны гипотеза о еврейском происхождении Гейдриха была предметом научного исследования. Израильский историк Шломо Аронсон в своей докторской диссертацией на тему «Гейдрих и период становления гестапо и СД», опубликованной в 1966 году, построил генеалогическое древо Гейдриха по отцовской линии до 1738 года, а по материнской — до 1688 года и не нашёл среди его предков евреев. Среди историков, придерживающихся точки зрения о еврейских предках Гейдриха, был автор нескольких фундаментальных работ по истории нацистской Германии Иоахим Фест.
От брака с Линой фон Остен у Гейдриха было четверо детей: сыновья Клаус (24 октября 1943 года был насмерть сбит грузовиком) и Хайдер, дочери Зильке и Марта (Марта родилась 23 июля 1942 года, почти через два месяца после смерти отца). Лина, унаследовавшая замок в Чехии, пыталась играть самостоятельную политическую роль и разрабатывала в 1940-е годы планы национал-социалистической землеобрабатывающей коммуны, не встретившие, однако, поддержки Гиммлера, который был автором этой идеи. В 1970-е годы под названием «Жизнь с военным преступником» вышли её мемуары с описанием взаимоотношений мужа с Гиммлером и Канарисом.

### Воинские звания

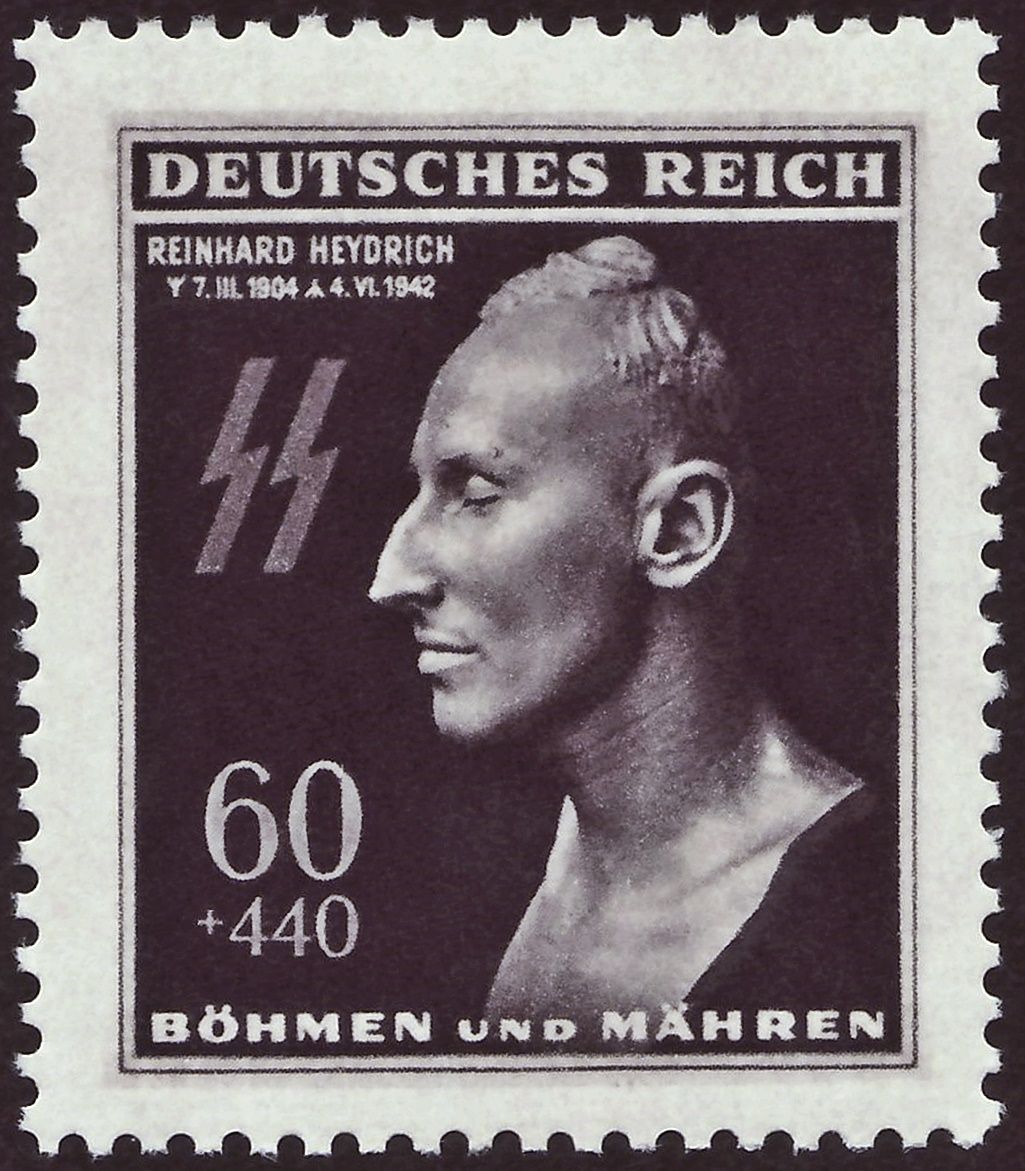

- Унтерштурмфюрер СС (лейтенант): 14 июля 1931
- Гауптштурмфюрер СС (капитан): 1 декабря 1931
- Штурмбаннфюрер СС (майор): 25 декабря 1931
- Оберштурмбаннфюрер СС (подполковник): декабрь 1931
- Штандартенфюрер СС (полковник): 29 июля 1932
- Оберфюрер СС (промежуточное звание между штандартенфюрером и бригадефюрером, не имеющее аналогов в общевойсковых званиях): 21 марта 1933
- Бригадефюрер СС и генерал-майор полиции: 9 ноября 1933
- Группенфюрер СС и генерал-лейтенант полиции: 30 июня 1934
- Обергруппенфюрер СС и генерал полиции: 27 сентября 1941

## Гейдрих в художественной литературе и кино
Уже спустя год убийство Гейдриха легло в основу американского фильма «Палачи тоже умирают!» (англ. Hangmen Also Die, 1943, в роли Гейдриха — Ханс Генрих фон Твардовски) Фрица Ланга по сценарию Бертольта Брехта.
Впоследствии о пражском покушении было снято ещё несколько игровых фильмов: чехословацкий «Покушение» (Atentát, 1964, в роли Гейдриха Зигфрид Лойда, ГДР), американо-чехословацко-югославский «Операция «Восход»» (Operation Daybreak, 1975, в роли Гейдриха — Антон Диффринг, ФРГ) — по книге Алана Берджесса (англ. Alan Burgess) «Семеро на рассвете» (англ. Seven Men At Daybreak), британский «Антропоид» (2016, в роли Гейдриха — Детлеф Бот). Покушение на Гейдриха запечатлено также в ленте чехословацкого режиссёра Отакара Вавры «Соколово» (1974) — втором фильме трилогии о Чехословакии в годы войны. В роли Гейдриха выступил актёр из ГДР Ханньо Хассе. Гейдрих стал одним из персонажей западногерманского фильма «Канарис» (1954, режиссёр Альфред Вайденман, в роли обегруппенфюрера — Мартин Хельд).
Гейдрих играет ключевую роль в трилогии Филипа Керра «Berlin Noir». Американский фантаст Филип Дик написал альтернативный исторический роман «Человек в высоком замке» (англ. The Man in the High Castle). Действие романа происходит в 1960-е годы в победившем Третьем рейхе; Гейдрих стремится занять пост рейхсканцлера после смерти Гитлера и его непосредственного преемника Бормана. Схожим образом складывается его судьба в романе Роберта Харриса «Фатерланд»: после гибели Гиммлера от рук террористов в 1961 году Гейдрих становится новым рейхсфюрером и в 1964 году проводит операцию по устранению выживших участников Ванзейской конференции.
Гейдрих был главным действующим лицом фильма «Ванзейская конференция» (1984, в его роли Дитрих Маттауш), в котором он излагает план уничтожения евреев. Фильм поставлен на основе протокола конференции. В другом фильме на эту же тему «Заговор» его роль исполнил Кеннет Брана.
Действие советского телефильма «Семнадцать мгновений весны» происходит в 1945 году, однако в него включены документальные кадры похорон Гейдриха. Об этом событии, после которого РСХА возглавил Кальтенбруннер, в фильме вспоминает Штирлиц. В книге «Семнадцать мгновений весны» также освещены некоторые аспекты происхождения Гейдриха и его взаимоотношений с Вальтером Шелленбергом, к которому он якобы ревновал свою жену.
История убийства Гейдриха описана в документальном романе Лорана Бине «HHhH» (2009), удостоенном Гонкуровской премии за лучший дебют. В его экранизации 2017 года роль Гейдриха сыграл Джейсон Кларк.
В телесериале «Человек в высоком замке», снятом по мотивам романа Дика в 2015 году, Рейнхарда Гейдриха в альтернативной реальности 1962 года играет актёр Рей Прошиа. В сериале, в отличие от романа, борьба за пост фюрера должна развернуться не между ним и Геббельсом, а между Геббельсом и Гиммлером. Несмотря на это, в экранизации он представлен как постаревший, но не утративший способности к манипулированию персонаж. В сериале он также имел звание оберстгруппенфюрера, видимо, за заслуги в выигранной нацистами Второй мировой войне.